# Joseph Marie Oughourlian
Joseph Marie Oughourlian (Parigi, 15 febbraio 1972) è un imprenditore e dirigente sportivo francese di origini armene e libanesi, attivo nel campo degli investimenti. Oughourlian è il proprietario delle società di calcio Lens e Millonarios, nonché azionista di maggioranza del Padova.
Si è laureato all'HEC Paris, a Sciences Po e alla Sorbona.

## Imprese
È un imprenditore in settori diversificati. Dopo aver lavorato per la società bancaria Société générale, nel 2001, crea il fondo d’investimento Amber Capital LP, con il quale nel corso del tempo, comincia ad acquisire quote azionarie di varie aziende italiane e internazionali. In Italia ha acquisito quote di Mediobanca, Aeroporto Guglielmo Marconi di Bologna, Save, Parmalat, Mediaset, EI Towers e COFIDE.

## Calcio
In ambito calcistico, ha rilevato la società Millonarios in Colombia, il Lens in Francia (prima con il 65% delle quote, poi con il 100%), e nel 2017, ha rilevato il 20% del Padova, passato poi al 40% nel 2018, al 51% e 85,5% nel 2019, e infine al 96% nel dicembre del 2020.